# 蔡斯勒·拉约什
蔡斯勒·拉约什（匈牙利語：Czeizler Lajos，1893年10月5日—1969年5月6日），生于赫维什，匈牙利足球运动员、教练。他曾带领意大利国家队参加1954年国际足联世界杯，结果队伍获得第十名。